# Microregione di Itaberaba
Itaberaba è una microregione dello Stato di Bahia in Brasile, appartenente alla mesoregione di Centro-Norte Baiano.

## Comuni
Comprende 12 municipi:
- Baixa Grande
- Boa Vista do Tupim
- Iaçu
- Ibiquera
- Itaberaba
- Lajedinho
- Macajuba
- Mairi
- Mundo Novo
- Ruy Barbosa
- Tapiramutá
- Várzea da Roça